# Trzcińsko-Zdrój
Trzcińsko-Zdrój (Bad Schönfließ fino al 1945) è un comune urbano-rurale polacco del distretto di Gryfino, nel voivodato della Pomerania Occidentale.
Ricopre una superficie di 170,51 km² e nel 2005 contava 5 698 abitanti.